# Manuel Maierhofer
Manuel Maierhofer (* 17. Dezember 1992 in Brixen) ist ein ehemaliger italienischer Nordischer Kombinierer.

## Werdegang
Maierhofer, der seit November 2013 der Sportfördergruppe der Guardia di Finanza (Gruppi Sportivi Fiamme Gialle) angehört, gab sein internationales Debüt bei einem FIS-Rennen für Junioren im März 2007 in Toblach. In den folgenden Jahren trat er regelmäßig an Nachwuchswettbewerben teil, wobei besonders der Alpencup als wichtige Wettkampfserie zum Leistungsvergleich diente. Beim Europäischen Olympischen Winter-Jugendfestival 2009 in Szczyrk startete er im Skispringen, belegte allerdings sowohl im Einzel als auch mit dem Team nur die hinteren Ränge. Trotz weiterer durchwachsener Ergebnisse im Juniorenbereich debütierte er am 9. Januar 2010 in Otepää im Continental Cup, verpasste allerdings die Punkteränge. Bei den Nordischen Junioren-Skiweltmeisterschaften 2010 in Hinterzarten wurde Maierhofer lediglich im Sprint eingesetzt, welchen er auf Rang 40 beendete. Bei den darauffolgenden Juniorenweltmeisterschaften in Otepää verbesserte er sich leicht auf den 25. Platz im Sprint sowie auf Rang 29 im Gundersen Einzel. In der Saison 2011/12 zeigte er sich in aufsteigender Form und konnte erste Alpencup-Siege feiern und Punktgewinne im Continental Cup verzeichnen. Bei den Nordischen Junioren-Skiweltmeisterschaften 2012 in Erzurum erreichte er im Sprint den elften sowie im Gundersen Einzel den 17. Rang. Gemeinsam mit Samuel Costa, Roberto Tomio und Mattia Runggaldier gewann er die Silbermedaille mit dem Team. Die Saison schloss er mit Gewinn der Alpencup-Gesamtwertung ab.
Im Sommer 2012 ging Maierhofer erstmals im Grand Prix an den Start. Seinen ersten Wettkampf schloss er in Oberwiesenthal auf dem zwölften Platz im Teamsprint zusammen mit Samuel Costa ab, wodurch er aufgrund des damaligen Punktesystems auch zehn Punkten für die Einzelwertung gewann. Am 5. Januar 2013 wurde er in Schonach erstmals im Weltcup eingesetzt und belegte dabei mit dem Team den neunten Rang. Im Einzel kam er erst eine Woche später in Chaux-Neuve zu seinem Debüt, landete aber abgeschlagen auf Platz 44. In den folgenden Wochen stellte er sich wieder im Continental Cup der Konkurrenz, den er auf dem 33. Platz in der Gesamtwertung abschloss.
In den folgenden Jahren nahm Maierhofer regelmäßig an Wettkämpfen des Continental Cups teil, blieb dabei jedoch weitestgehend erfolglos. Darüber hinaus startete er vereinzelt im Weltcup, blieb im Einzel jedoch punktlos. Im Dezember 2014 versuchte er sich in Hochfilzen über 10 km Freistil im Skilanglauf-Alpencup, konnte allerdings nur den 109. Rang erreichen. Auf nationaler Ebene wurde Maierhofer 2018 italienischer Vizemeister. Auch in der Saison 2019/20 startete er regelmäßig im Continental Cup, wo er regelmäßig die Punkteränge erreichte. Beim Heim-Weltcup in Val di Fiemme musste er sich mit Rang 40 zufriedengeben. Wenige Wochen später erzielte er mit dem sechsten Rang in Rena sein bestes Continental-Cup-Ergebnis. Die Saison beendete er auf dem 28. Platz in der Continental-Cup-Gesamtwertung. Im Anschluss gab er sein Karriereende bekannt.

## Statistik

### Grand-Prix-Platzierungen
| Saison | Platz | Punkte |
| ------ | ----- | ------ |
| 2012   | 56.   | 010    |

### Continental-Cup-Platzierungen
| Saison  | Platz | Punkte |
| ------- | ----- | ------ |
| 2011/12 | 59.   | 050    |
| 2012/13 | 33.   | 123    |
| 2013/14 | 63.   | 029    |
| 2014/15 | 82.   | 011    |
| 2015/16 | 28.   | 136    |
| 2016/17 | 26.   | 141    |
| 2017/18 | 44.   | 104    |
| 2018/19 | 50.   | 069    |
| 2019/20 | 28.   | 149    |